# Susan Browning
Susan Brown Browning, née le 25 février 1941 à Baldwin (États-Unis) et morte le 23 avril 2006, était une actrice américaine.
Elle a fréquenté l'Université d'État de Pennsylvanie, où elle était membre de Kappa Alpha Theta. Elle a été nommée pour deux Tony Awards : meilleure actrice dans une comédie musicale dans Company en 1971, et de la meilleure actrice dans une comédie musicale dans Goodtime Charley (en) en 1975. Elle a également été en vedette à Broadway dans des comédies musicales telles que Big River et Shelter, ainsi que dans plusieurs pièces de théâtre.
Browning a joué l'une des nonnes en 1992 dans le film Sister Act, ainsi que sa suite en 1993 Sister Act, acte 2. Son travail de télévision inclut des apparitions dans New York, police judiciaire, On ne vit qu'une fois, Mary Hartman, Mary Hartman (en), The Monkees, Annie, agent très spécial, et dans Les Mystères de l'Ouest.